# Pokus o státní převrat v Burkině Faso 2003
Pokus o státní převrat v Burkině Faso 2003 bylo údajné spiknutí v západoafrické zemi Burkina Faso, ke kterému došlo v říjnu 2003. Pokus o převrat byl namířen proti dlouholetému prezidentovi Blaise Compaorému a jeho vládnoucí straně Kongres pro demokracii a pokrok (CDP) a vyústil v uvěznění několika příslušníků armády a politických disidentů. O více než deset let později byl Compaoré nakonec svržen během povstání v Burkině Faso v roce 2014.

## Pozadí
Blaise Compaoré, jako ústřední vojenská figura revoluční vlády svého předchůdce Thomase Sankary, se dostal k moci díky státnímu převratu v roce 1987, při kterém byl Sankara zabit. Compaoré následně zrušil mnoho Sankarových radikálních reforem a převzal kontrolu nad zemí, která od získání nezávislosti v roce 1960 zažila již několik neúspěšných i úspěšných převratů – většinu z nich provedených armádou. Během svého působení u moci byl Compaoré obviňován z mnoha případů porušování lidských práv, k potlačování odporu všeobecně přistupoval zpravidla tvrdě. Za tímto účelem vytvořil roku 1995 Prezidentskou bezpečnostní gardu (RSP), elitní jednotku později obviněnou z několika mimosoudních poprav a mučení. Loajalita RSP vůči Compaorému byla navzdory jejich službě pochybná – v říjnu 1996 bylo několik vojáků pluku, mezi nimiž byl i velitel Hyacinthe Kafando, postaveno před soud za přípravu státního převratu, na němž se pravděpodobně podílely i vnější síly z Pobřeží slonoviny. Kromě hrozby vojenského převratu čelil Compaoré také odporu občanské společnosti, například rozsáhlé generální stávce v roce 1999.

## Převrat a proces s obviněnými
7. října 2003 Abdoulaye Barry, vládní prefekt a předseda vojenského soudu v Ouagadougou veřejně oznámil údajný pokus o převrat – a jeho následný neúspěch. Několik osob bylo zatčeno a zadrženo policií, většina z nich byla spojena s armádou, zejména právě s prezidentskou bezpečnostní gardou. Nejvýše postaveným důstojníkem, který byl zatčen, byl velitel Bernadin Poda, obviněný z odčerpávání armádních prostředků na financování převratu. Mezi zatčenými byl také Michel Norbert Tiendrébéogo (vůdce sankristické politické strany Fronta sociálních sil) a křesťanský pastor Israël Pascal Paré. Počet osob zatčených během zásahu se podle různých zdrojů liší, některé uvádějí 10, jiné až 16.
Nejméně jeden z údajných spiklenců zemřel za podezřelých okolností ve vazbě. 8. října se údajně ve své cele oběsil seržant Moussa Kabore. Velvyslanectví Spojených států vyjádřilo znepokojení nad zacházením s dalšími zadrženými osobami spojenými s pokusem o převrat, Hnutí za lidská a občanská práva Burkiny Faso (MBDHP) si stěžovalo, že mnozí ze zadržených byli drženi bez obvinění mnohem déle, než dovoloval zákon. Na začátku listopadu bylo aktivistům MBDHP umožněno vězně vidět. Ti jim oznámili, že jejich podmínky jsou „přijatelné“.
Podle vládních zdrojů byl hlavním strůjcem pokusu o převrat kapitán Luther Diapagri Oualy, který měl čelit obvinění z velezrady. Generální prokurátor Abdoulaye Barry uvedl, že Oualy byl v kontaktu se zahraničními mocnostmi a v září 2003 se za účelem převratu setkal s vládními představiteli v Pobřeží slonoviny a v Togu. Obě země však jakoukoli účast na spiknutí popřely. V listopadu 2003 ministr zahraničí Burkiny Faso Youssouf Ouédraogo několika diplomatům prohlásil, že převrat měl být proveden během zasedání vlády za použití zbraní, které obdržel od prezidentské bezpečnostní gardy. Kapitán Oualy měl údajně za tímto účelem také zakoupit tři vozidla pick-up 4x4.
O několik měsíců pozdějii v noci během 17. dubna 2004, oznámil vojenský soud v Ouagadougou rozsudek procesu. Kapitán Luther Diapagri Oualy byl nepodmíněně odsouzen k deseti letům vězení. Potrestáno bylo dalších šest osob, mezi nimi i pastor Israël Pascal Paré.